# مكتب النقش والطباعة
مكتب النقش والطباعة (بالانجليزية : Bureau of Engraving and Printing) هي وكالة حكومية تتبع وزارة الخزانة الأميركية، وهي التي تصمم وتنتج مجموعة واسعة من المنتجات الأمنية لحكومة الولايات المتحدة.وأبرزها الأوراق النقدية الأمريكية الصادرة عن مجلس الاحتياطي الفيدرالي، البنك المركزي للولايات المتحدة الأمريكية.

## معرض صور

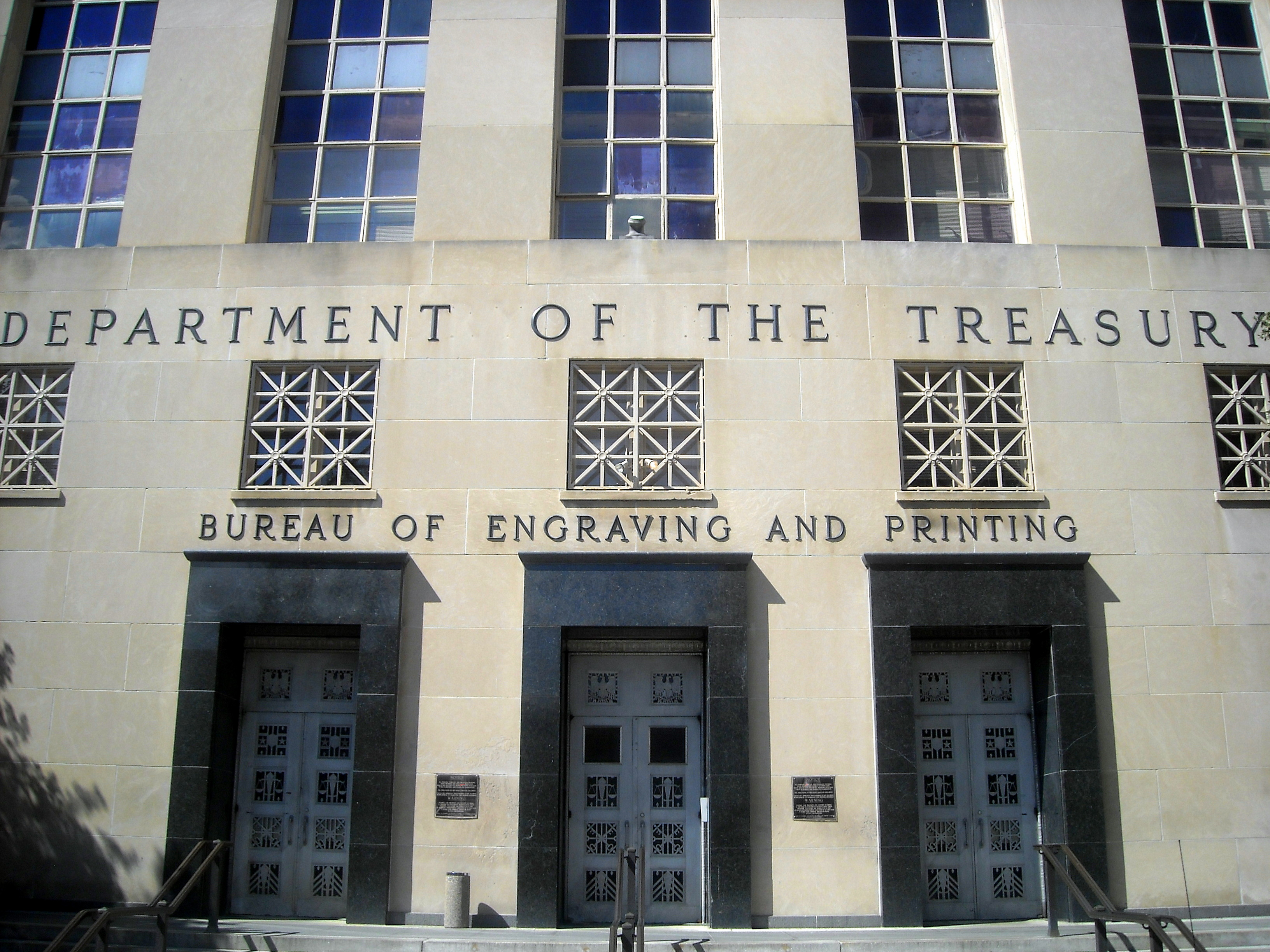
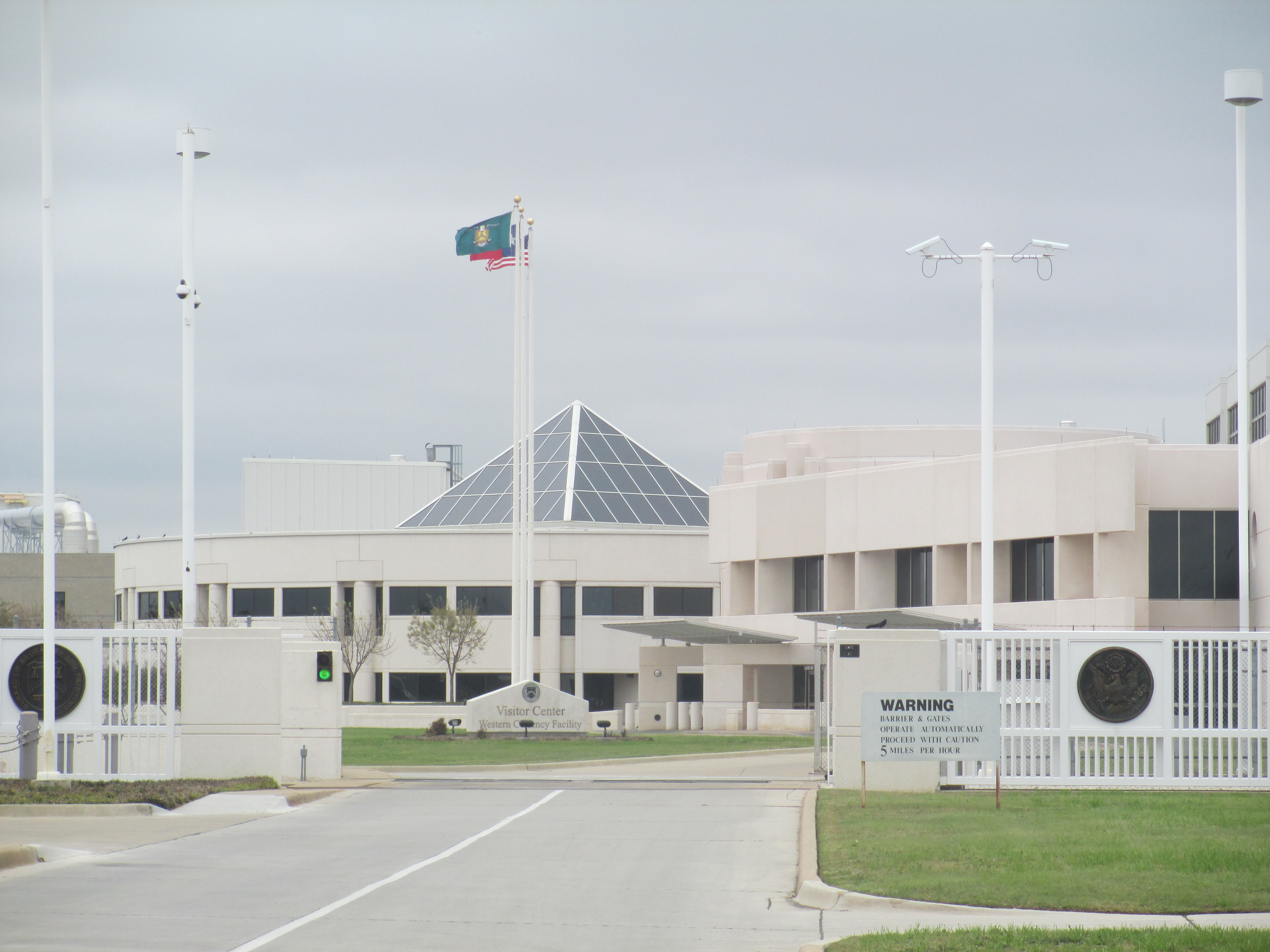
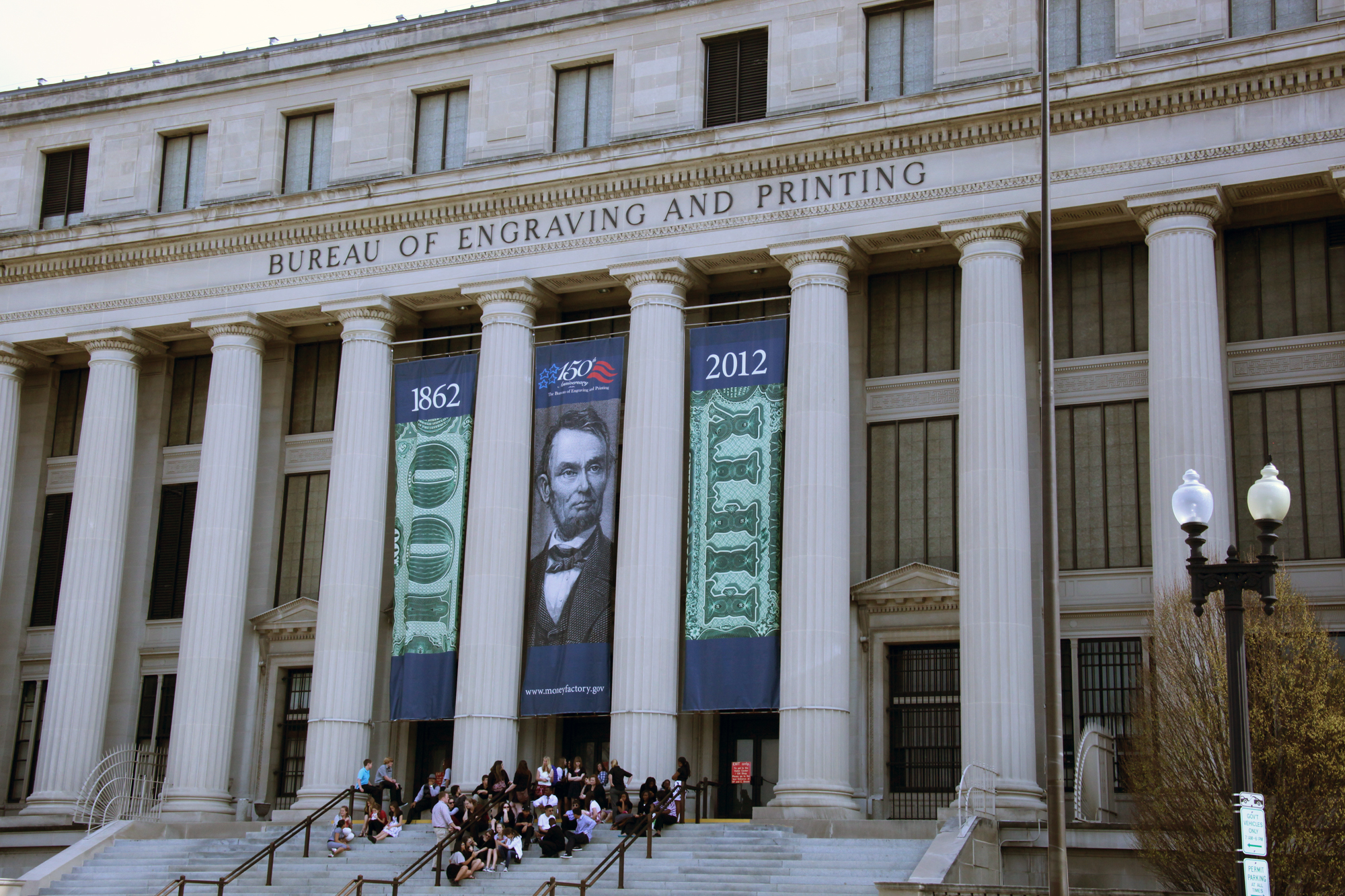